# Déterminisme technologique
Le déterminisme technologique est un courant de pensée par lequel « on suppose que le changement technique est un facteur indépendant de la société. D'une part, le changement technique est autonome [...]. D'autre part, un changement technique provoque un changement social ». Le déterminisme technologique est donc constitué autour de deux grandes idées :
- la société n'influence pas la technique, qui tire son évolution d'elle-même ou de la science ;
- la technique influence la société.

Le déterminisme technologique est aujourd'hui fortement remis en cause par les avancées de la sociologie des techniques.

## Idée que la société n'influence pas la technique
André Leroi-Gourhan est l'un des grands représentants du courant déterministe, et en particulier de l'idée que les technologies sont leur propre moteur. À propos de son étude des techniques primitives, et notamment des propulseurs, il écrit ainsi que « le déterminisme technique conduit à considérer le propulseur comme un trait naturel, inévitable, né de la combinaison de quelques lois physiques et de la nécessité de lancer le harpon ».

## Idée que la technique façonne la société
- Au XIXe siècle

On associe souvent à Karl Marx l'idée que l'évolution technique détermine l'évolution des sociétés. Des nombreux auteurs comme Alvin Hansen, Robert Heilbroner, Lewis Mumford, William Shaw ou Langdon Winner estiment ainsi que le déterminisme technologique est un concept central de la pensée de Marx. Merritt Roe Smith juge à son tour que « Marx, dans ses moments de simplification, affirmait que le féodalisme reposait sur les roues à eau et que les machines à vapeur donnèrent naissance tant aux usines qu'à la bourgeoisie. » Cette interprétation est cependant contestée par d'autres auteurs comme David Dickson, Donald MacKenzie, Richard Miller, Nathan Rosenberg ou Reinhard Rürup qui soulignent de différentes manières que pour Marx l'évolution historique est avant tout un processus social fondé sur les rapports de production et que c'est sur la base de ces rapports que se fonde l'évolution technique. Bruce Bimber remarque ainsi que pour Marx « l'introduction de la technologie dans le procès de travail dépend de l'organisation sociale, de la spécialisation et de la concentration des richesses qui la précèdent », et que le processus d'évolution technique décrit par Marx dépend non pas de caractères propres à la technique, mais de « caractères humains comme le désir d'accumuler ou la résistance à l'aliénation ».

On retrouve une expression plus claire du déterminisme technologique chez Friedrich Engels, notamment dans l'introduction à La Situation de la classe laborieuse en Angleterre :
L'histoire de la classe ouvrière en Angleterre commence dans la seconde moitié du siècle passé, avec l'invention de la machine à vapeur et des machines destinées au travail du coton. On sait que ces inventions déclenchèrent une révolution industrielle qui, simultanément, transforma la société bourgeoise dans son ensemble et dont on commence seulement maintenant à saisir l'importance dans l'histoire du monde.
- Au XXe siècle

Auteur d’une soixantaine de livres dont un sur la pensée de Marx dont il était spécialiste, Jacques Ellul est surtout connu comme penseur de la technique. Il est notamment l'auteur de :
- La Technique ou l'Enjeu du siècle, en 1954[18] ;
- Le Système technicien, en 1977[19] ;
- Le Bluff technologique, en 1988[20].

## Critique du déterminisme technologique
Le déterminisme technologique s'oppose aujourd'hui au constructivisme social appliqué à l'étude des techniques. La perspective constructiviste et la critique du déterminisme furent notamment développées par Wiebe Bijker et Trevor Pinch, dans leur livre The Social Construction of Facts and Artifacts.